# Beaulac-Garthby
Pour les articles homonymes, voir Beaulac.
Beaulac-Garthby est une municipalité du Québec située dans la MRC des Appalaches dans la Chaudière-Appalaches.
La fleur emblème de la municipalité est l'astilbe.

## Toponymie
Beaulac-Garthby est né du regroupement de la municipalité du village de Beaulac et de la municipalité du canton de Garthby le 15 mars 2000.

### Beaulac
La Commission de toponymie du Québec écrit à propos de Beaulac, avant la fusion : « Le territoire de la municipalité du village de Beaulac a été détaché de celui de la municipalité du canton de Garthby, sa voisine à l'ouest, et est situé dans la région administrative de la Chaudière-Appalaches. Les Beaulacquois, dont le nom souligne la particulière beauté du lac Aylmer sur les bords duquel ils sont installés, peuvent se vanter de vivre dans l'un des plus beaux coins du Québec, puisque leur village, érigé sur le plan municipal en 1896, s'étend sur une pointe de terre à la végétation luxuriante. Toutefois, le village est couramment désigné sous la dénomination de Garthby, nom de la municipalité mère, de la station de chemin de fer, du bureau de poste et de la paroisse de Saint-Charles-Borromée-de-Garthby, érigée canoniquement en 1887. Point n'est besoin d'insister sur la florissante industrie forestière, cynégétique, halieutique et de villégiature qu'on retrouve à cet endroit de même que sur tout le pourtour du lac Aylmer. »

### Garthby
À propos de Garthby, la Commission écrit : « Le canton de Garthby, proclamé en 1855, est à l'origine de la dénomination d'une municipalité de canton homonyme, créée en 1874, par suite de la séparation des cantons de Garthby et de Stratford érigés en deux municipalités distinctes, sur la rive nord d'une baie du lac Aylmer, la baie Ward, au sud de Disraeli. Ce nom rappelle une localité de l'Angleterre du nom de Garth, dans le pays de Galles. Le canton de Garthby a été ouvert à la colonisation en 1848 sous les auspices de la Société de colonisation de Québec. Toutefois, un sol très difficile a retardé le développement des lieux qui comptaient 140 Canadiens français en 1850 et 275 habitants dix ans plus tard, dont 32 d'origine britannique. Une chapelle était construite en 1849 et dédiée à saint Olivier en l'honneur de monseigneur Charles-Olivier Caron (1816-1893), grand vicaire de l'évêque de Trois-Rivières de 1857 à 1893. Sur le plan religieux, la mission de Saint-Charles-Borromée-de-Garthby voit le jour en 1851, fait l'objet d'une érection canonique en 1887 et d'une érection civile en 1889 sous le nom de Saint-Olivier-de-Garthby. Suivant Hormisdas Magnan, la modification de la dénomination de Saint-Olivier en Saint-Charles-Borromée, survenue en 1898, avait pour justification le fait que saint Olivier ne figure pas au martyrologe romain. Toutefois, un bureau de poste local a porté cette appellation de 1879 à 1883. »

## Histoire

### Chronologie
- 1er juillet 1855 : Érection du township de Garthby.
- 1er janvier 1860 : Fusion des townships de Garthby et de Stratford pour l'érection des townships-unis de Garthby et Stratford.
- 31 décembre 1873 : Division des townships-unis de Garthby et Stratford en deux townships, dont le township de Garthby.
- 17 décembre 1896 : Érection du village de Beaulac par scission du township de Garthby.
- 15 mars 1969 : Le township de Garthby devient le canton de Garthby.
- 15 mars 2000 : Fusion du canton de Garthby et du village de Beaulac pour l'érection de la municipalité de Beaulac-Garthby.

## Géographie
Le village borde une partie du lac Aylmer, qui est son principal attrait touristique. Le lac Aylmer est un élargissement de la rivière rivière Saint-François, les rivières Coulombe et Moose, qui traversent la municipalité du nord vers l'est, s'y déversent.

## Démographie
| 1996 | 2001 | 2006 | 2011 | 2016 | 2021 |
| ---- | ---- | ---- | ---- | ---- | ---- |
| 796  | 816  | 900  | 888  | 905  | 931  |

Le recensement de 2016 y dénombre 905 habitants, soit 0,6 % de plus qu'en 2006.

## Administration
Les élections municipales se font en bloc pour le maire et les six conseillers.
| Beaulac-Garthby Maires depuis 2003                                                                                   |                         |                     |          |
| Élection | Maire                   | Qualité             | Résultat |
| 2003 | Jean Binette            |                     | Voir     |
| 2005 | Jean Binette            | Voir                |          |
| 2009 | Loic Lenoir             |                     | Voir     |
| 2013 | Isabelle Gosselin       |                     | Voir     |
| 2017 | Isabelle Gosselin       | Voir                |          |
| 2021 | Jean-Sébastien Bergeron |                     | Voir     |
| avr. 2022 | Christina Pinard        | Mairesse suppléante | Voir     |
| juil. 2022 | Gilles Drolet           |                     | Voir     |
| Élection partielle en italique Depuis 2005, les élections sont simultanées dans toutes les municipalités québécoises |                         |                     |          |

## Patrimoine
L'église Saint-Charles-Borromée a été érigée en 1899 selon les plans de l'architecte Jean-Baptiste Verret. Il a été appuyé dans son travail par Ludwig Hatschek. Une plaque sur sa façade indique « Saint-Charles Borromée Paroisse 1887 Église 1899 ». Son toit en bardeau d'amiante-ciment reflète l'importance de ce matériau dans la région. Un presbytère complète le site. La dévotion catholique s'exprime aussi par la présence d'une croix de chemin.
Sur le plan de l'architecture résidentielle, des maisons construites entre 1850 et 1870 se trouvent sur la rue Saint-Jacques,, la rue Saint-François, et la rue de la Chapelle,.